# Гастроентерология
Гастроентерологията е дял от медицината, който се занимава с диагностиката, изследването и лечението на заболявания на коремните органи при човека.
Болестите, засягащи стомашно-чревния тракт, които включват органите от устата до ануса по протежение на храносмилателния канал, са в центъра на тази специалност. Лекарите, практикуващи в тази област, се наричат гастроентеролози. Обикновено са завършили около осем години предмедицинско и медицинско образование, едногодишен стаж (ако това не е част от резидентурата), три години ординатура по вътрешни болести и три години в стипендията по гастроентерология. Гастроентеролозите извършват редица диагностични и терапевтични процедури, включително колоноскопия, езофагогастродуоденоскопия (EGD), ендоскопска ретроградна холангиопанкреатография (ERCP), ендоскопски ултразвук (EUS) и чернодробна биопсия. Някои стажанти по гастроентерология ще завършат „четвърта година“ (въпреки че това често е седмата им година от завършване на медицинско образование) по хепатология по трансплантация, напреднала интервенционална ендоскопия, възпалително заболяване на червата, подвижност или други теми.
Усъвършенстваната ендоскопия, понякога наричана интервенционална или хирургична ендоскопия, е подспециалност на гастроентерологията, която се фокусира върху усъвършенствани ендоскопски техники за лечение на панкреатични, хепатобилиарни и стомашно-чревни заболявания. Интервенционните гастроентеролози обикновено преминават през допълнителна година стриктно обучение по усъвършенствани ендоскопски техники, включително ендоскопска ретроградна холангиопанкреатография, ендоскопски ултразвукови диагностични и интервенционни процедури и усъвършенствани техники за резекция, включително ендоскопска резекция на лигавицата и ендоскопска субмукозна дисекция. Освен това, изпълнението на ендоскопски бариатрични процедури се извършва и от някои напреднали ендоскописти. Хепатологията или хепатобилиарната медицина обхваща изучаването на черния дроб, панкреаса и жлъчните пътища и традиционно се счита за подспециалност на гастроентерологията, докато проктологията обхваща заболявания на ануса, ректума и дебелото черво и се счита за подспециалност на обща хирургия.

## История
Позовавайки се на египетски папирус, Джон Ф. Нън идентифицира значителни познания за стомашно-чревни заболявания сред практикуващи лекари през периодите на фараоните. Иринахти, от Десетата династия, ок. 2125 г. пр.н.е. е бил съдебен лекар, специализиран в гастроентерологията, съня и проктологията.
Сред древните гърци Хипократ приписва храносмилането на стомашния сок. Концепцията на Гален за стомаха с четири способности е широко приета до модерността през седемнадесети век.
XVIII век:
- Италианецът Ладзаро Спаланцани (1729 – 1799) е сред ранните лекари, които пренебрегват теориите на Гален, и през 1780 г. дава експериментално доказателство за действието на стомашния сок върху хранителните продукти.

- През 1767 г. германецът Йохан Георг Цимерман написва важен труд за дизентерията.

- През 1777 г. Максимилиан Стол от Виена описва рак на жлъчния мехур.[3][4]

XIX век:
- През 1805 г. Филип Бозини прави първия опит да наблюдава вътре в живото човешко тяло с помощта на тръба, която той нарича „лихтлайтер“ („водещ светлина“ инструмент), за да изследва пикочните пътища, ректума и фаринкса. Това е най-ранното описание на ендоскопията.[5][6]

- Шарл Емил Троазие описва увеличение на лимфните възли при рак на корема.[7]
- През 1823 г. Уилям Праут открива, че стомашните сокове съдържат солна киселина.
- През 1833 г. Уилям Бомонт публикува „Експерименти и наблюдения върху стомашния сок и физиологията на храносмилането“ след години на експерименти върху тестовия субект Алексис Сейнт Мартин.
- През 1868 г. Адолф Кусмаул, известен немски лекар, разработва гастроскопа. Той усъвършенства техниката на „гълтач на меч“ – гастроскопия с помощта на метална тръба с гъвкав обтуратор.
- През 1871 г. в обществото на лекарите във Виена Карл Щьорк демонстрира езофагоскоп, направен от две телескопични метални тръби, първоначално разработен от Валденбург през 1870 г.
- През 1876 г. Карл Вилхелм фон Купфер описва свойствата на някои чернодробни клетки, които сега се наричат клетки на Купфер.
- През 1883 г. Хуго Крьонекер и Самуел Джеймс Мелцер изучават езофагеалната манометрия при хора.

XX век:
- През 1915 г. Джеси Макклендън тества киселинността на човешкия стомах in situ[8].
- През 1921 – 22 г. Уолтър Алварез прави първото електрогастрографско изследване[9].
- Рудолф Шиндлер описва много важни заболявания, засягащи човешката храносмилателна система, по време на Първата световна война в своя илюстриран учебник и някои го представят като „баща на гастроскопията“. Той и Георг Волф разработват първия в света полугъвкав гастроскоп през 1932 г.
- През 1932 г. Барил Бернард Крон открива болестта на Крон.
- През 1957 г. Базил Исак Хиршовиц представя първия прототип на фиброоптичния гастроскоп.

XXI век:
- През 2005 г. Бари Джеймс Маршал и Робин Уорън от Австралия получават Нобеловата награда по физиология и медицина за откриването на бактерията Helicobacter pylori (1982/1983) и ролята ѝ при язвена болест. Джеймс Ливит е помогнал в тяхното изследване, но Нобеловата награда не се присъжда посмъртно, така че той не е включен в наградата.

## Гастроентерологична общност

### Гастроентерологични дружества
- Световна гастроентерологична организация
- Британско дружество по гастроентерология
- Обединена европейска гастроентерология

### Списания
- American Journal of Gastroenterology
- Clinical Gastroenterology and Hepatology
- Endoscopy
- Gastroenterology
- Gastrointestinal Endoscopy
- Gut
- Inflammatory Bowel Diseases
- Journal of Clinical Gastroenterology
- Neurogastroenterology & Motility
- World Journal of Gastroenterology

## Обучение

### САЩ
В Съединените щати гастроентерологията е субспециалност по вътрешни болести, сертифицирана от Американския борд по вътрешни болести (ABIM) и Американския остеопатичен съвет по вътрешни болести (AOBIM). Останалите сдружения, които са тясно специализирани с това са:
- Американския колеж по гастроентерология в Бетезда, Мериленд.

- Американска гастроентерологична асоциация

- Американско дружество за стомашно-чревна ендоскопия.